# 래빗 호러 3D
래빗 호러 3D(ラビット・ホラー３Ｄ, Rabbit Horror 3D)는 일본에서 제작된 시미즈 다카시 감독의 2011년 공포, 판타지 영화이다. 미츠시마 히카리 등이 주연으로 출연하였다.

## 출연

### 주연
- 미츠시마 히카리
- 카가와 테루유키

### 조연
- 시부야 타케루
- 오가와 타마키
- 오모리 나오

## 제작진
- 프로듀서: 오구라 사토루
- 프로듀서: 타니시마 마사유키
- 미술: 이케야 노리요시